# Cayratia maritima
Cayratia maritima är en vinväxtart som beskrevs av B.R. Jackes. Cayratia maritima ingår i släktet Cayratia och familjen vinväxter. Inga underarter finns listade i Catalogue of Life.